# Pilsen Patriots
Pilsen Patriots je plzeňský tým amerického fotbalu hrající Snapback ligu (nejvyšší soutěž). Klubovými barvami jsou modrá, bílá a červená.

## Historie
- 1995 Vznik týmu je spojován s osobou Jana Bednáře a osobou Jaroslava „Mamuta“ Forbricha, kteří spolu s americkým učitelem na luteránské škole Brianem Mauricem založili na jaře Pilsen Bulldogs. Následoval rok tréninků, příprav, shánění výstroje, sponzorů, jenž vyvrcholil prvním přátelským utkáním s Příbram Rams (dnes Bobcats) a Prague Lions na podzim téhož roku. Tato utkání však skončila prohrami, ale byla vynikající zkušeností pro hledání dalších zlepšení, nejen po stránce fyzické, ale i organizační.
- 1997 Vznik nového týmu s novým názvem, Pilsen Tornadoes, z důvodů nevlídného zacházení od sponzorů a špatnému vedení týmu. Těsnou výhrou v přípravném zápase proti Příbram Rams se otevřel nový prostor tréninku na hřišti s dalším možným komfortem, oproti Borskému Parku.
- 2008 Nastává změna názvu klubu na Pilsen Patriots. Tým zakládá juniorský tým, účastní se svého prvního ročníku Juniorské ligy amerického fotbalu. Patriots se daří na Halových turnajích, v roce 2009 je to 3. místo, roky 2010 a 2012 pak 4. místa. Pilsen Patriots pořádali dvakrát Halový turnaj v Plzni (2009 a 2011). Sezóna 2013 byla opět tak trochu přelomová – vznikl ženský tým amerického fotbalu Pilsen Angels a tým flag fotbalu (bezkontaktní verze amerického fotbalu pro děti od 6 do 15 let). Patriots se přestěhovali zpět do Plzně, svá domácí utkání odehráli na hřišti SK 1894 (Lokomotiva). Pilsen Patriots se přihlásili divizi B, tzv. sedmičkovou ligu. Touto divizí se Patriotům podařilo projít až do finále bez jediné porážky a získat mistrovský titul. Na tento úspěch navázal i juniorský tým, který vyhrál Juniorský pohár 2013. Od sezony 2014 nastupují Patriots v 2.lize hrané opět klasicky s jedenácti hráči na hřišti. V sezoně 2016 se podařilo týmu dokráčet, s bilancí 5 a výher 3 porážek, až do finále 2. ligy (Silver Bowl), ve kterém podlehli týmu Brno Sígrs. Zisk stříbrných medailí je zatím největším plzeňským úspěchem.  V této sezoně za Patriots také nastoupil první placený hráč, takzvaný import, Američan Wesley Worthen. I v sezoně 2017 hrají Pats 2. nejvyšší soutěž, kterou s bilancí 3:5 zakončují na 3. místě. I v této sezoně tým využil služeb importů (LB Miograg Kocić a QB Van Parker jr.).

## Názvy týmů
- Pilsen Bulldogs
- Pilsen Tornadoes
- Pilsen Patriots

## Hráči v reprezentaci
- Libor Kurfirst
- Pavel Tumpach
- Jiří Urban
- Patrik Vainer
- David Hlaváček
- Martin Partha